# Nimravus
Genre
Espèces de rang inférieur
- † Nimravus altidens
- † Nimravus brachyops
- † Nimravus edwardsi
- † Nimravus gomphodus
- † Nimravus intermedius
- † Nimravus sectator

Nimravus est un genre fossile de félin à dents de sabre primitif apparu à l'Oligocène en Amérique du nord et en Europe.

## Description
Contrairement aux félins actuels (excepté la panthère nébuleuse) Nimravus avait des canines non pas coniques mais bien incurvées en lames de sabre comme Eusmilus. Il se distinguait des vrais félins à dents de sabre comme le smilodon par des griffes partiellement rétractiles mais possédait comme eux une queue assez courte. Sa taille était à peu près celle d'un jaguar actuel mais on pense que de grands spécimens pouvaient dépasser cette taille.
Nimravus chassait probablement seul à la manière des félins actuels en mordant les petites proies à la nuque et les plus grosses au museau. D'après le milieu dans lequel il vivait les scientifiques en ont conclu qu'il devait arborer une robe tachetée comme le jaguar ou le léopard.